# Помазан, Мария Александровна
Мария Александровна Помазан (род. 15 октября 1988 года) — украинская легкоатлетка, мастер спорта Украины международного класса, двукратная чемпионка Паралимпиады 2012 года.
Занимается в секции лёгкой атлетики запорожского областного центра «Инваспорт».

## Биография
Помазан начала заниматься лёгкой атлетикой в 19 лет и дебютировала на международной арене в 2010 году. На чемпионате мира по лёгкой атлетике 2011 года в Крайстчерче она завоевала две золотые медали: в толкании ядра и метании диска, установив мировые рекорды среди спортсменов с ДЦП (F35).
На Паралимпийских играх 2012 года Помазан завоевала золото в толкании ядра и метании диска. Однако уже после награждения в метании диска организаторы пересчитали результаты соревнований и присудили первое место китайской спортсменке Цин У, а награду украинке заменили на серебряную. Национальный комитет спорта инвалидов сообщает, что Украине удалось вернуть золотую медаль в метании диска Марии Помазан, которую отобрали из-за допущенных во время подсчёта результатов ошибок. В сообщении значится, что Международный паралимпийский комитет решил присудить две золотые медали: одну украинке Марии Помазан, а другую — китаянке Цин У. «У Марии Помазан всё-таки остаётся золотая награда, которую необыкновенными усилиями удалось отстоять президенту Национального паралимпийского комитета Валерию Сушкевичу», — говорится в сообщении. На официальном сайте Паралимпиады соответствующие сообщения отсутствуют, вместо этого сказано, что золото находится у китаянки, серебро — у украинки, а бронза — у спортсменки из Австралии. Один из спортивных чиновников назвал ситуацию «беспорядком», а представитель Международного паралимпийского комитета Крэйг Спэнс сказал ВВС Украина:
В связи с технической ошибкой в системе оценивания, которую обеспечивает компания Omega мы решили в воскресенье провести ещё одну церемонию награждения на Олимпийском стадионе, где две золотые медали присуждены украинке Помазан и китаянке Цин У и две бронзовые австралийке Кэтрин Праудфут и китаянке Цюнюй Бао. Но в таблице медалей останется откорректированный после ошибки результат — золото у Цин У, серебро у Марии Помазан и бронза у Кэтрин Праудфут.
Таким образом это решение не повлияло на позицию Украины в таблице медалей. Однако, как рассказал ВВС Украина президент Национального паралимпийского комитета Валерий Сушкевич, в течение воскресенья МПК пять раз пересматривал своё решение о золотой медали Марии Помазан в метании диска. В конце концов, было решено провести новую церемонию 3 сентября утром, наградив украинскую спортсменку серебряной медалью. По словам Сушкевича, «деморализованная» Мария так и не пришла на церемонию. Через несколько дней Помазан заставили вернуть золотую медаль.
В начале мая 2014 года Марию Помазан побил бывший муж её сестры, когда она приехала вместе с сестрой забирать свою племянницу, которую тот насильно удерживал.
На чемпионате мира по лёгкой атлетике 2019 года в ОАЭ Помазан завоевала золотую награду. 14 ноября Мария с результатом 12,94 м уверенно победила в толкании ядра (F35) и завоевала десятую золотую медаль украинской сборной на этом чемпионате.
2 сентября 2021 года на летних Паралимпийских играх 2020 в Токио Мария завоевала золотую медаль в толкании ядра стоя, в классе F35, с результатом 12,24 м.
Кавалер ордена «За заслуги» ІІ (2016) и ІІІ (2012) степеней.
Кавалер ордена княгини Ольги III степени (2024).